# Ділянка дубового лісу Василівської лісової дачі
Ділянка дубового лісу Василівської лісової дачі — ботанічна пам'ятка природи місцевого значення. Пам'ятка природи розташована на східна околиця с. Василівка, Новомосковського району Дніпропетровської області, Новомосковський військлісгосп.
Площа — 5,8 га, створено у 1972 році.